# The Alfred Hitchcock Hour

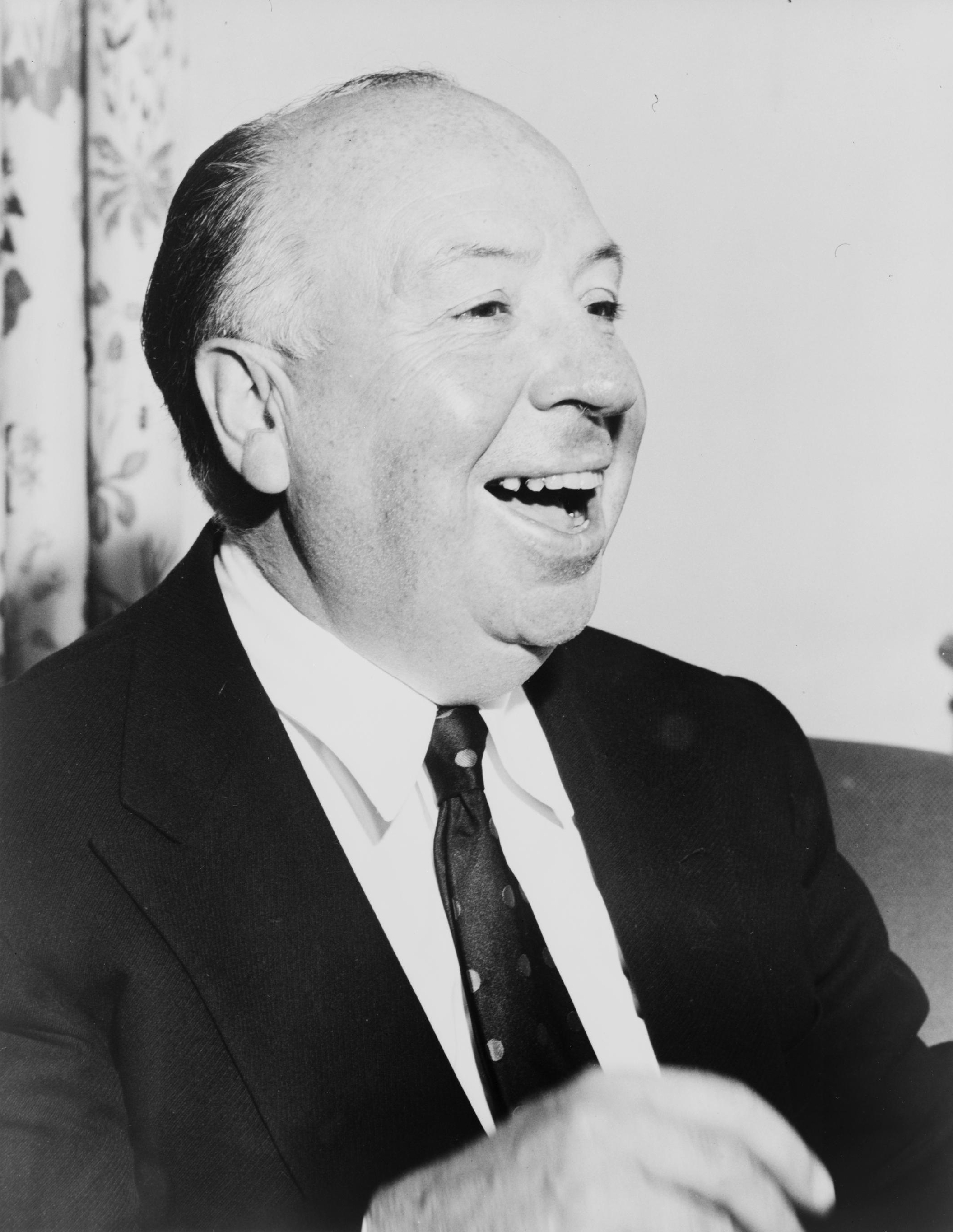

The Alfred Hitchcock Hour foi uma série estadunidense com a apresentação de Alfred Hitchcock, transmitida originalmente nos Estados Unidos entre 20 de setembro de 1962 e 10 de maio de 1965. Foi um segmento a Alfred Hitchcock Presents, desta vez, com uma hora de duração.

## Transmissão em Televisão

### Estados Unidos
A série foi transmitida originalmente nos Estados Unidos entre 20 de setembro de 1962 e 10 de maio de 1965 no NBC. Também foi transmitida no CBS.

### Brasil
No Brasil, a série foi transmitida no SBT nos anos 80.

### Portugal
Em Portugal, foi transmitida na RTP2 nos anos 80. Na segunda metade dos anos 2000 foi exibido na RTP Memória. 